# Andy Lee (cầu thủ bóng đá, sinh năm 1962)
Andy Lee (sinh ngày 14 tháng 9 năm 1962) là một cầu thủ bóng đá người Anh thi đấu ở vị trí hậu vệ ở Football League cho Tranmere Rovers và Cambridge United.